# 조선민주주의인민공화국의 불법행위
조선민주주의인민공화국의 불법행위는 마약 밀매, 위조품 제작, 인신매매, 무기 밀매, 야생동물밀수, 위조화폐(특히 미국 달러와 런민비), 테러리즘 및 기타 분야로 알려져 있다.
이러한 행위의 상당수는 조선 정부와 조선로동당의 지휘와 통제 하에 행해지고 있으며, 그 수익금은 조선민주주의인민공화국의 대량살상무기 생산의 진전, 조선 엘리트들의 생활양식의 지원, 조선민주주의인민공화국의 경제의 지탱에 사용되고 있다고 주장되고 있다.

## 개요
범죄조직과 달리 이러한 불법행위의 광범위한 성격과 최고위급 정부(p. 1)의 지시와 제재를 받는다는 주장은 조선국가의 성격을 폴 렉스턴칸과 브루스 벡톨에 의해 '범죄주권'의 한 형태로 규정하게 된 것이다.(p. 3)
그러나 각 범죄 기업에 대한 정부의 개입 수준에 대해서는 의문이 남아 있다. 많은 논평가들은 조선 국가가 화폐위조, 인신매매, 무기거래 등의 배후에 있다는 점에는 동의하지만, 1990년대 공공유통체제 붕괴 이후 반민간 암시장과 일부 고위층은 개인의 이익을 위해 불법거래를 할 가능성이 있어 마약거래의 정도가 명확하지 않다.(p. 6)

### 비판적 평가
영국의 학자인 헤이즐 스미스는 이러한 주장이 미국의 몇몇 관리들과 탈북자들의 주장에 크게 근거를 두고 있다고 주장했다. 그녀는 범죄 혐의가 거의 없었다고 지적했다. 그녀는 모든 활동이 조선 정부의 지시에 의한 것이라는 가정에 의문을 제기했다.
조선학자 안드레이 란코프에 따르면, 조선의 불법 행위들은 결코 수익성 있는 외화벌이로 발전하지 않았다. 대신, 이러한 행위들은 그 나라를 국제적인 비난에 노출시켰다. 란코프는 밀수가 그 정권의 화폐를 얻기 위한 것이 아니라, 자금이 삭감된 외교관들에게 생존의 수단이었을 뿐이라고 말한다.

## 39호실
39호실은 조선 지도자의 외화 비자금을 유지하기 위한 방안을 모색하는 주요 정부 기관이다. 39호실은 위조와 마약 생산과 같은 정부의 많은 불법 활동들을 감독한다. 2010년에, 39호실은 17개의 해외 지점들과 100개의 무역 회사들 그리고 은행들을 관리하고 있다고 보도되었다. 2009년까지, 39호실은 마카오, 홍콩 그리고 유럽 전역에 은행들에 퍼져있는 50억 달러 이상의 자산을 가지고 있었다고 알려졌다.
2014년 8월, 39호실을 장악한 혐의를 받고 있는 조선 조선대성은행 고위대표 윤태용이 5백만 달러를 가지고 러시아로 망명했다는 보도가 나왔다.
유럽연합은 2015년에 조선민족보험총회사(KNIC)를 제재 대상에 두었고 KNIC가 39호실과 연결되어 있다고 덧붙였다. 독일 함부르크와 영국 런던에 사무소를 둔 KNIC는 2014년에 7억 8천 7백만 파운드의 자산을 보유하고 있었으며 보험 시장 사기와 부동산 및 외환 투자에 관여한 것으로 보고되었다.

## 마약 거래
조선의 불법 마약 거래는 1970년대로 거슬러 올라가는 것으로 불법 마약의 제조, 판매, 거래와 불법 의약품의 제조, 판매, 거래를 포함하고 있으며, 그 외에 합법적인 의약품의 위조도 포함되어 있다고 주장하고 있다. 함경성과 량강도 산악지역, 특히 연사마을에서 생산이 시작되었으며, 연사마을에서는 김일성이 아편농장을 설립하는 것을 승인했다.(p. 20)
조선 정부는 정통성을 감추기 위해 노동당 대외관계부 산하의 류경공사와 같은 전방 기업들을 동원해 비밀 활동을 하고 있다. 또한 이 회사는 아편 재배만을 목적으로 국내에 대규모 토지를 보유하고 있으며, 매년 수만 달러의 외화를 김정일에게 보내 김정일이 사용하도록 하고 있다. 류경공사는 대부분의 기업들과 달리 수출입 쿼터 제한이 없다.
탈북자 윤용솔씨에 따르면, 고난의 행군 기간에는 양귀비가 아니라 곡물을 재배해야 한다는 불만이 있었지만, 중앙정부의 지시는 양귀비를 재배하면 10배를 주고 팔아서 곡물을 살 수 있다는 것이었다. 경량화폐를 벌 수 있는 유일한 방법은 마약뿐이었다.(p. 22)
1990년대 후반, 조선에서 메스암페타민(조선에서는 "얼음 약물"로 알려진) 사용에 대한 보고가 표면화되었다. 《포린 폴리시》에 기록된 아이작 스톤 피시의 보고서에 따르면, 조선에서 필로폰의 생산은 화학자들과 기타 불완전 고용 과학자들에 의해 행해지고 있다. 필로폰은 조선 내에서 "약물"로 종종 복용되고 있으며, 이는 확산에 기름을 붓는 데 도움이 되었다. 2000년대 중반 아편의 생산과 판매가 감소하면서 필로폰은 더욱 널리 퍼졌다. 필요한 현금을 모으기 위해 국제 필로폰 거래가 시작되었고, 중국에 먼저 퍼졌고, 국영 실험실에서 이 약이 만들어졌다. 그러나 아이작 스톤 피시는 그의 보고서에 대해 "조선 내부에서 실제로 무슨 일이 일어나고 있는지 전혀 모릅니다."라고 인정했다.
중국은 2004년 조선에서 발생한 마약 문제를 공식적으로 인정하였는데, 지린성은 조선으로부터 가장 중요한 환적지점이다. 조선의 필로폰 거래의 생산, 보관, 자금 조달, 판매는 필리핀, 미국, 홍콩, 태국, 서아프리카 등 여러 국가에 걸쳐 이루어지고 있다. 2010년에는 조선이 필로폰 40파운드를 미국으로 밀반입하여 1파운드당 3만 달러에 판매한 공모의 일환으로 외국인 5명이 기소되었다.
2001년 불법 약물로 인한 수입은 5억 달러에서 10억 달러 사이였다. 2013년 《워싱턴 포스트》의 기사에서 필로폰 판매로 인한 연간 수입은 1억 달러에서 2억 달러로 추정된다.
1977년에서 2003년 사이에 20명 이상의 조선 외교관, 공작원, 무역관원들이 십여 개국에서 마약 smuggling 활동에 연루되거나 구금되거나 체포되었다. 2004년에는 조선 대사관 직원 2명이 이집트에서 클로나제팜 15만정을 밀반입하다 적발되었고, 같은 해 불가리아 대사관 직원들이 튀르키예에서 500,000정 이상의 클로나제팜(합성자극제 페닐린의 상표명)을 소지한 채 체포되었으며 시가는 700만 달러로 추정된다.(p. 37) 조선 정부는 개인들이 그러한 행위를 했다고 인정했을 뿐 국가의 지시를 받은 것은 아니다.(p. 17)
조선인권위원회에 따르면 2001년 이후 외교관에 의한 마약 밀매 활동이 중단되었고, 그 초점은 다른 범죄 조직에 의해 밀수될 마약 생산이 되었다.(p. 18)
2003년, 조선 소유의 화물선 퐁수호가 헤로인을 호주로 들여오는 것을 가로챘다. 이 배는 시가 1억 6천만 호주 달러로 추정되는 약 125 킬로그램의 헤로인을 호주로 밀반입하는 데 관여한 것으로 의심되었다. 상륙한 4명의 남자들은 유죄를 인정했지만, 이 배의 4명의 장교들은 모든 혐의에 대해 무죄를 선고 받았다.

## 모조품

### 통화
화폐위조는 김정일의 지시에 따라 1970년대부터 시작된 것으로 알려져 있으나, 당시 제작된 지폐들은 질이 좋지 않았다. 그 이후로 39호실의 관할권 내에서 조선 정부는 점점 더 정교한 기술을 사용하여 50달러와 100달러의 미국 지폐를 위조해 왔다. 1994년 홍콩과 마카오 당국은 43만 달러 가량의 지폐를 소지한 조선 외교관과 무역 사절단원 5명을 체포했는데, 이들은 "슈퍼달러"(super dollar) 위조로 판명되었다. 위조의 주된 이유는 두 가지였는데, 첫째는 미국을 상대로 경제전을 벌이기 위한 것이고, 둘째는 조선의 국내 경제 문제를 완화시키기 위한 것이었다. 아메리칸 대학의 발비나 황 박사의 보고서에 따르면 2001년 조선은 1억 달러의 위조 화폐를 유통했다고 한다. 이를 통해 벌어들이는 수입은 연간 1,500만 달러에서 2,500만 달러로 추산된다. 2013년 미국은 새롭게 디자인된 미국 100달러 지폐를 출시했다. 디자인의 주된 목적은 위조 방지와 조선이 제작한 "슈퍼 지폐"의 재발 방지였다.
통화위조 억제를 위한 국제협약은 국가들이 통화위조행위를 범죄화하기로 합의하는 주요 조약이다. 조선은 이 조약의 당사국이 아니다.
분석가 안드레이 란코프는 수퍼달러 위조의 증거를 단지 정황적인 것이라고 설명했다. 한국정책연구원의 Gregory Elich는 이러한 주장들은 근거가 없다고 주장했다. Elich에 따르면 1970년대 조선의 요판 인쇄 인쇄술은 수퍼노트를 인쇄할 수 없을 것이고 종이와 잉크는 조선이 생산하기 매우 어려울 것이라고 한다. 게다가 수퍼노트의 생산량이 너무 적어서 경제성이 떨어진다고 한다.

### 위조법률의약품
조선이 위조 비아그라 생산에 연루된 사례는 몇 건이 있다. 여기에는 2004년 서울특별시에서 4천 개의 위조 실데나필 알약을 소지한 남성이 체포된 사건, 2005년 일본이 발표한 청진 공장에서 조선이 가짜 비아그라 알약을 생산하고 있었고, 이 알약들은 홍콩에서 다른 동남아 국가들(중국을 포함한)과 중동 지역의 고객들에게 판매된 바 있다.(p. 38)

### 위조담배
위조 담배는 조선에 있어서 수익성이 좋은 상품이었다. 중국 당국이 중국의 많은 위조품 생산을 중단한 후 무역은 1990년대에 시작되어 2002년에 크게 증가한 것으로 보이며, 이는 조선으로 이전할 수 있는 추가적인 인센티브, 지식, 그리고 능력을 제공했다.(p. 32) 2006년 의회 청문회에서 미국 국무부의 Peter A. Prahar는 "매년 수십억 갑의 위조 담배를 생산할 수 있는" 조선에 "12개나 되는" 공장이 존재한다는 보도를 인용했다. 이 공장들은 조선 군부가 소유하고 운영하는 것으로 보인다. 주요 담배 생산 공장들은 보도에 따르면 라선에 위치한 것으로 알려졌지만, 탈북자들은 평양에 있는 공장도 언급했다 .(p. 38)
1995년, 대만은 선박 한 척을 정지시키고 일본과 영국의 인기 브랜드 200만 보루를 만들 수 있는 양인 20개의 위조 담배 포장 용기를 압수했다.(p. 32) 2004년, 베트남, 대만, 필리핀, 싱가포르 당국은 또한 위조 담배로 채워진 용기들을 압수했다.(p. 33) 2006년, 33개의 의회 공식 증언에 따르면 조선제 말보로는 미국 전역에서 발생한 1,300건의 사건에서 확인되었다. : 35개의 위조 담배 수입은 연간 8천만 달러에서 1억 6천만 달러 사이로 추정된다.(p. 35): 36개의 위조 담배 수입은 연간 8천만 달러에서 1억 6천만 달러 사이로 추정된다.(p. 36)

## 인신매매
조선은 미 국무부가 열거한 "3계층" 국가(인신매매법을 준수하지 않는 국가)로 2007년부터 이 순위를 유지하고 있다. 조선은 성매매와 무자유 노동의 원천지이며, 강제 노동은 내적으로 그리고 외적으로도 사용되고 있다. 조선의 강제 노동자가 있는 국가로는 폴란드, 몰타, 러시아, 중국, 몽골 등 중앙아시아, 유럽, 아프리카, 중동 등이 있다.
조선 정부는 이들이 '계약직 노동자'라고 주장하고 있지만, 보도에 따르면 이들은 사실상 강제노동의 대상이며, 이들의 이동과 통신은 엄격한 감시를 받고 있으며, 해외로 파견된 노동자들은 앞으로 하게 될 일의 종류에 선택의 여지가 없으며, 일에 대한 보수도 받지 못한다고 주장하고 있다.
러시아에는 수천 명의 조선 사람들이 벌목, 건설, 그리고 농업에서 일하고 있는 것으로 추정된다. 이 노동자들은 1년에 겨우 이틀만 쉬고 할당량을 채우지 못하면 처벌을 받게 된다고 한다.
조선은 2000년 UN TIP 의정서의 당사국이 아니다.

## 무기거래
1980년대 동안 조선은 주로 제3세계 국가들에 합법적인 무기거래자로 부상하여 상대적으로 저렴하고 기술적으로 정교하지 않지만 신뢰할 수 있는 무기를 수출했다. 이란-이라크 전쟁 동안 조선 무기 수출의 약 90%가 이란으로 향했고, 1981년과 1989년 사이에 조선은 무기 판매로 약 40억 달러를 벌어들였다.
조선은 핵과 미사일 기술을 확산시킨 전력이 있으며, 2001년 미사일 판매액은 5억 6천만 달러에 달했다. 2006년 조선민주주의인민공화국 핵 실험 이후 국제사회의 제재는 조선의 다양한 종류의 무기, 물질, 기술의 수출을 제한하거나 금지하고자 했다. 그러나 유엔의 제재 이전에 일본과 미국 등의 국가들은 일방적인 조치를 취하여 그러한 행위를 억제했다.
유엔의 제재는 이제 소형 무기와 경무기를 포함한 모든 무기를 금지하고 있다.(p. 14): 14 조선은 제재를 회피하기 위해 광범위하고 복잡한 무기 거래 네트워크를 개발했으며 전방 기업과 대사관을 이용해 무기를 수송하고 있다. 2014년 유엔 보고서에서 시리아, 미얀마, 에리트레아, 탄자니아, 에티오피아, 소말리아, 이란은 모두 조선으로부터 무기를 구매한 것으로 의심되었다.

### 사건
2010년 현재, 금지된 소형 무기와 탄약의 교역은 상대적으로 미미했다. 보고서에 따르면 2007년 브라질의 수입액은 45,500 달러, 2006년 아랍에미리트의 수입액은 310만 달러, 2005년 에티오피아의 수입액은 364,400 달러, 2005년 멕시코의 수입액은 121,400 달러였다.(p. 14)
2009년에는 조선 무기를 실은 3척의 선박이 요격당했다. 서방 및 이스라엘 정보당국은 이 무기들이 헤즈볼라와 하마스를 향할 것으로 믿고 있다.(p. 7)
2009년 12월, 태국은 지대공 미사일을 포함하여 35톤의 재래식 무기를 실은 전세기를 평양으로부터 요격했다.
2012년, 유엔은 시리아로 가는 도중에 한국의 부산항에서 중국 화물선으로부터 445개의 조선제 흑연 실린더(탄도미사일 생산에 사용될 수 있는)가 압수되었다고 보고했다.
2013년 파나마에서 조선 화물선 나포(쿠바산 무기를 실은) 사건이 일어났다.
2016년 8월 미국 정보당국은 캄보디아 편의기를 달고 항해하는 선박을 추적했는데, 조선에서 이집트로 항해하는 조선 선원이 로켓 추진 수류탄 2만 4천여 발과 부품을 싣고 6천여 발을 추가로 발견했다. 이집트 민간업체가 주문하고 대금을 지불했지만 이집트군을 위한 것으로 추정된다. 이 주문서 등의 가치는 2천 3백만 달러로 추정된다.

## 야생동물 거래
지난 30년 동안, 코뿔소의 뿔과 상아를 밀수하다 붙잡힌 조선 외교관들의 숫자는 훨씬 더 많은 것으로 여겨지고 있다. 조선 탈북자들은 또한 앙골라, 에티오피아, 콩고 민주 공화국, 남아프리카 공화국, 모잠비크와 같은 나라들로부터 코뿔소의 뿔과 상아를 밀수했다고 보고했다. 그러한 불법 행위는 위험성이 낮지만 조선 정권에게 매우 보람 있는 것으로 여겨지고 있다.

## 제재 회피
2019년 4월 유엔 전문가 패널에 따르면, 조선은 특히 석탄과 석유에 대한 조선민주주의인민공화국에 대한 제재를 회피할 수 있는 다양한 기술과 복잡한 조직망을 개발하였으며, 이 기술들은 문서의 위조와 해상에서의 비밀적인 선박 대 선박 운송을 포함하고 있다.
2019년 5월, 미국은 제재를 무시하고 석탄 선적을 했다는 이유로 조선 화물선을 나포했다고 발표했다. 미국 법무부는 17,061톤 규모의 와이즈 어니스트호는 조선 최대 화물선 중 하나로 2018년 4월 인도네시아에 처음 억류됐으나 현재는 미국의 소유라고 밝혔다.

## 정치적 동기에 의한 행동
불법적인 돈벌이 사업뿐만 아니라, 조선은 오랫동안 지속된 한반도 분쟁과 관련된 정치적 동기에 의한 범죄 행위로 비난을 받아왔다.

### 테러
1988년, 조선은 아웅산 묘역 테러 사건과 대한항공 858편 폭파 사건에 대한 그들의 역할과 무기 공급으로 테러 지원국 명단에 추가되었다. 2008년, 조지 W. 부시 대통령은 조선이 그들의 핵 프로그램에 대한 접근과 핵 시설 불능화의 재개를 제공해야 하는 그들의 의무를 이행한 이후 조선을 테러지원국 명단에서 제외하기로 합의했지만, 계속된 적대감과 조선이 테러 조직에 핵무기를 판매할 수 있다는 우려는 한국의 재지정을 요구해 왔다.
조선은 지난 2017년 시리아 내전에서의 역할과 이란과의 긴밀한 관계, 이슬람 테러조직, 특히 하마스를 지원한 김정남 김정남 암살 사건으로 테러국가로 재지정된 바 있다.

### 국제납치사건
1977년과 1983년 사이에 조선은 몇몇 일본인을 납치하여 납북 일본인 문제를 야기했다. 조선은 13명의 일본인을 납치했다고 인정했고, 일본은 17명을 납치한 것으로 기록했다. 또한 9명의 유럽인이 조선에 의해 납치된 것으로 기록된 증언도 있다.
납치의 목적은 납치된 사람들을 번역/교사로 사용하는 것부터 아내가 되기 위한 것, 그리고 비밀 작전을 위한 신원을 얻기 위한 것까지 다양하다. 6.25 전쟁 동안 조선은 약 82,959명의 한국인을 납치했고, 전후 기간 동안 한국은 추가로 489명의 납북자가 있다고 주장한다.

### 해킹
사이버 보안 전문가들에 따르면, 조선은 적 컴퓨터 네트워크를 파괴하고 돈과 민감한 데이터를 훔치도록 훈련된 해커 집단을 유지하고 있다고 한다. 지난 10년 동안, 조선은 남한과 다른 곳에서 수많은 사이버 공격과 다른 해킹 공격을 감행했다.
2014년 소니 픽처스 엔터테인먼트 해킹 사건 이후, 미국 정부 관리들은 조선 정부가 해킹에 "중앙적으로" 관여했다고 말했다. 백악관 관리들은 이 상황을 "심각한 국가 안보 문제"로 취급했고, 미국 연방수사국(FBI)은 공식적으로 조선 정부를 사이버 공격에 연결시켰다고 밝혔다.
해킹은 또한 조선의 중요한 수입원으로 부상했다. 모든 추정치가 대략적인 것으로 간주되지만, 수천 명의 해커들이 매년 수억 달러를 긁어모으는 것으로 알려져 있다. 이는 해킹을 무기 판매 및 관련 군사 서비스보다 더 큰 수입원으로 만들 것이다. 대상에는 외국 은행, 소액 거래 및 돈을 먼저 도난 당한 후 세탁하는 암호화폐가 포함된다. 2018년 10월 8일, 블룸버그는 조선 해킹 그룹이 2014년부터 2018년까지 글로벌 은행에 대한 일련의 공격에서 최소 11억 달러를 훔치려 했다고 보도했다.
유엔 대북전문가 패널은 2019년 사이버범죄 작전을 통해 20억 달러를 모금했다는 보고서를 발표했다.

## 국제적인 반응
유엔 안전보장이사회는 유엔 안전 보장 이사회 결의 제825호(1993년 5월), 유엔 안전 보장 이사회 결의 제1695호(2006년 7월), 유엔 안전 보장 이사회 결의 제1874호(2009년 6월), 유엔 안전 보장 이사회 결의 제2094호(2013년 3월), 최근에는 유엔 안전 보장 이사회 결의 제2371호(2017년 8월) 등 여러 차례 대북제재 결의를 통과시켰다. 국제사회가 안보리 1874호를 전면 시행할 경우 조선은 15억~37억 달러의 손실을 입을 것으로 추산된다.(p. 4)
미국은 1950년부터 6.25 전쟁을 일으킨 조선에 대해 금수조치를 유지하고 있으며, 금수조치와 관련된 제재조치는 조선의 각종 불법행위와 지속적인 침략행위에 대응하기 위한 것으로 확대되고 있다.
2005년, 미국 애국자법 제311조에 따라, 조선의 현금 중 2,500만 달러가 마카오에 위치한 방코델타아시아에 동결되었고, 이는 조선이 불법 활동에 사용했다고 미 재무부는 밝혔다.(p. 13)
2010년 버락 오바마 미국 대통령은 행정명령 13551호에 서명하였는데, 이 명령은 "조선의 무기 수출입, 사치품 수입, 그리고 돈세탁, 상품과 화폐의 위조, 대량 현금 밀수, 마약 밀매 등을 포함한 다른 불법 행위들을 대상으로 한다"고 한다.

## 같이 보기
- 기쁨조
- 소니 픽처스 엔터테인먼트 해킹 사건

### 일반 주제
- 조선민주주의인민공화국의 경제

## 참고 문헌
- Chestnut, Sheena (2007). “Illicit Activity and Proliferation: North Korean Smuggling Networks”. 《International Security》 32 (1): 80–111. doi:10.1162/isec.2007.32.1.80. ISSN 0162-2889. S2CID 57559037.
- 〈Democratic People’s Republic of Korea (DPRK or North Korea)〉 (PDF). 《International Narcotics Control Strategy Report: Drug and Chemical Control》 1. Washington: United States Department of State. 2017. 143쪽. 2017년 5월 4일에 원본 문서 (PDF)에서 보존된 문서.